# پل مغز
پل مغز (به انگلیسی: Pons) قسمتی از ساقه مغز است که مراکز مهار تنفسی و بازدارندگی را دربرمی‌گیرد و با مخچه در ارتباط می‌باشد.
پل مغزی زیر مغز میانی، جلوی مخچه و بالای بصل النخاع قرار گرفته‌است. رشته‌های عصبی وابران مغز از پل مغزی به بصل النخاع یا مخچه می‌روند و رشته‌های آوران از پل به تالاموس می‌گذرند. پل مغز حدود دو و نیم سانتیمتر طول دارد. مرکز تنظیم تنفس در پل قرار دارد. همچنین، مراکز پل در اعمالی مانند ایجاد خواب، بلع، تعادل، حرکات چهره، چشایی، شنوایی، کنترل مثانه، ترشح بزاق و اشک و … نقش دارند.
پل مغزی قسمتی از مغز است که از طرف بالا با مغز میانی و از طرف پایین با بصل النخاع و از طرف جلو با ناودان بازیلار، پی مغز و از طرف عقب با مخچه مجاور می‌باشد.

## شکل خارجی پل و فعالیت
پل مغزی محدب است و در آن عناصر زیر وجود دارد:
1. یک شیار میانی به نام basilar sulcus که در آن شریان بازیلار قرار دارد.
2. در هر طرف شیار بازیلار یک ستون طولی وجود دارد که در ضخامت آن رشته‌های عصبی کورتیکواسپینال یا قشری نخاعی عبور می‌کنند.
3. در خارج ستون یادشده ریشه‌های حسی و حرکتی عصب پنجم مغزی (trigeminal nerve) قرار دارند.
4. از طرفین ریشه‌های عصب پنجم، پایه‌های مخچه ای میانی (middle peduncle cerebellar) شروع می‌شوند.
5. از شیاری که بین پل و بصل النخاع قرار دارد به ترتیب از داخل به خارج اعصاب ششم (abducent nerve)، هفتم (facial nerve) و هشتم (vestibulo cochlear nerve) خارج می‌شوند.[۱]

پل مغزی با اثر بر بصل‌النخاع میزان دم را کنترل می‌کند. همچنین در تنظیم خواب و ترشح اشک و بزاق هم نقش دارد.

## نگارخانه

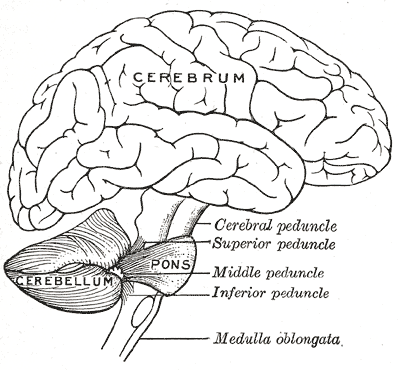
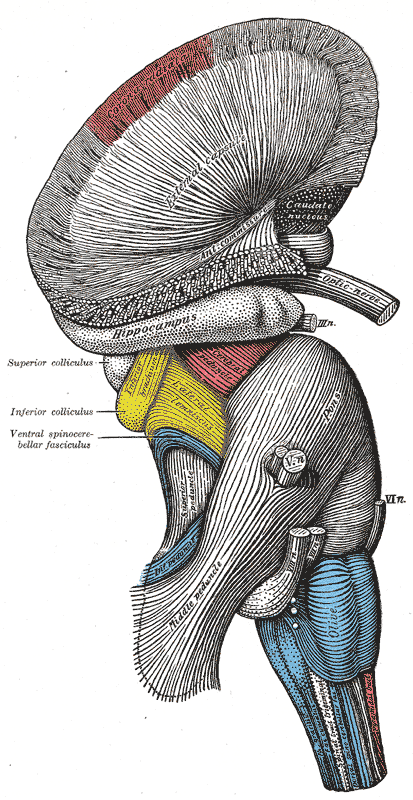
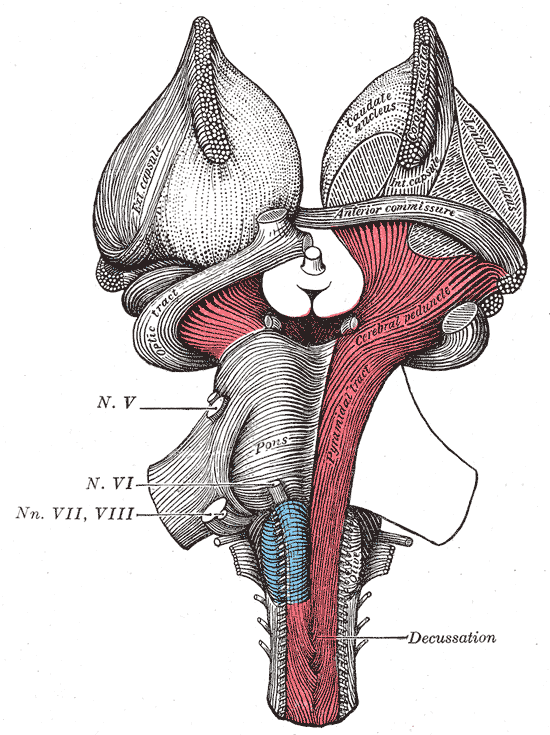
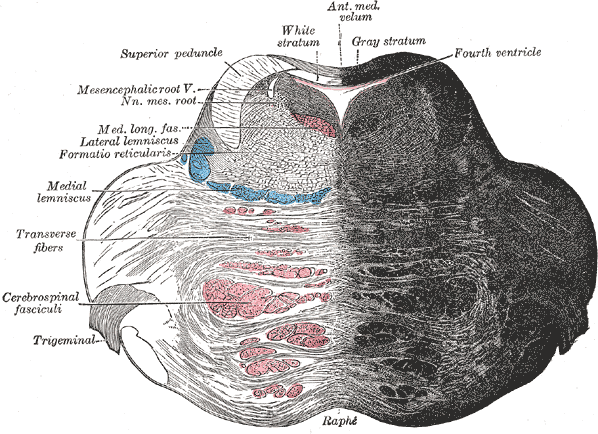
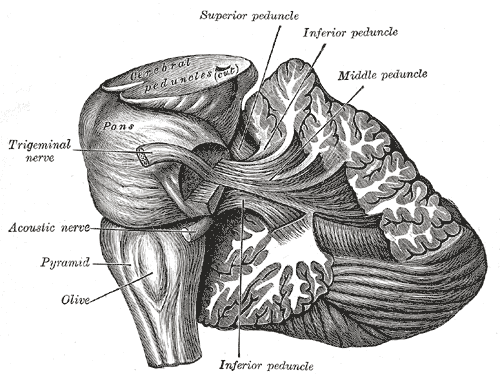
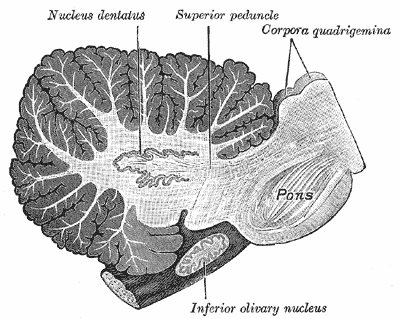
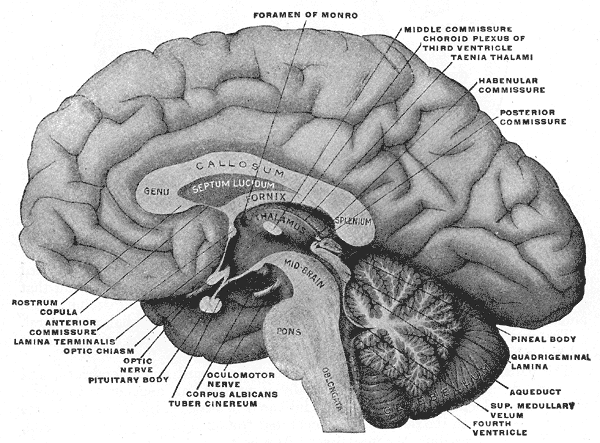
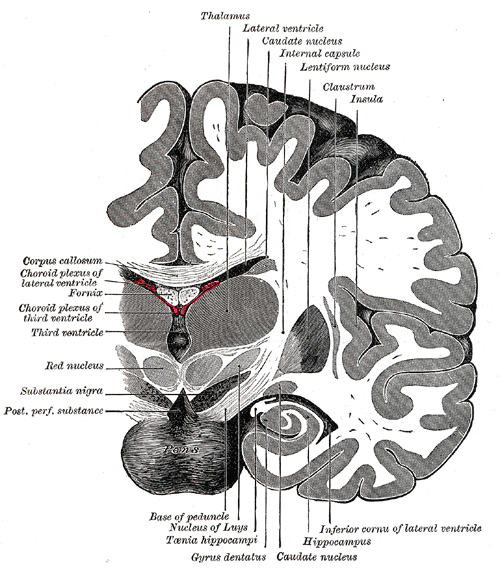
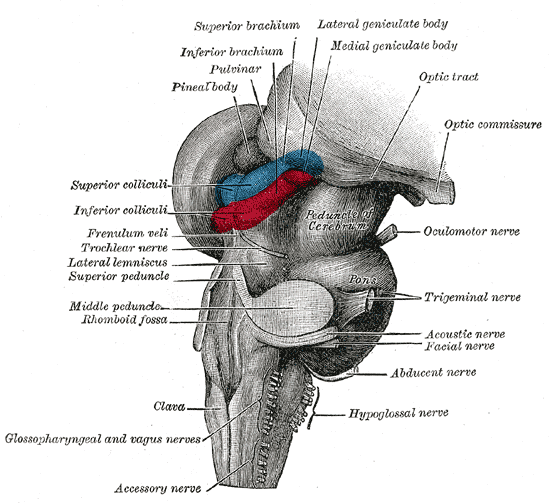
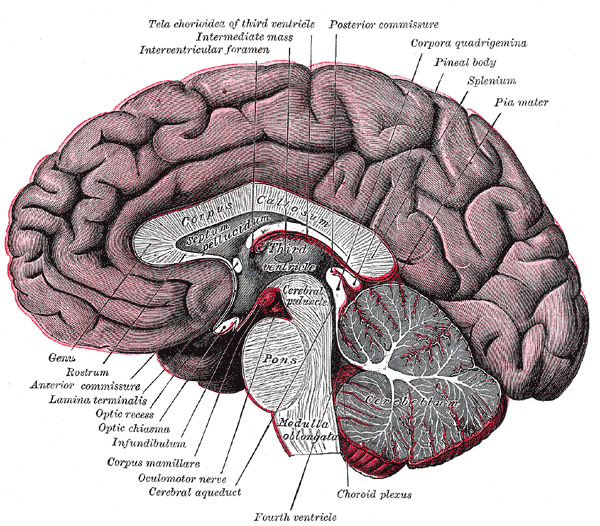
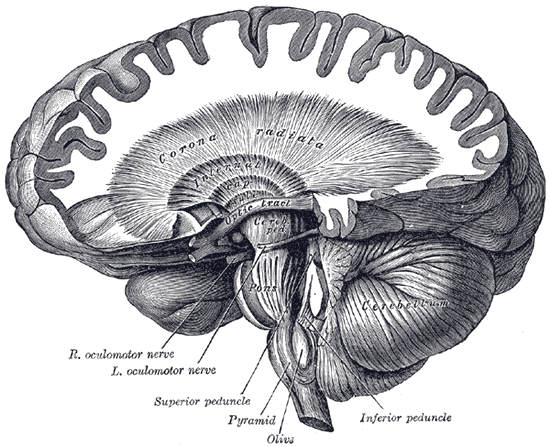
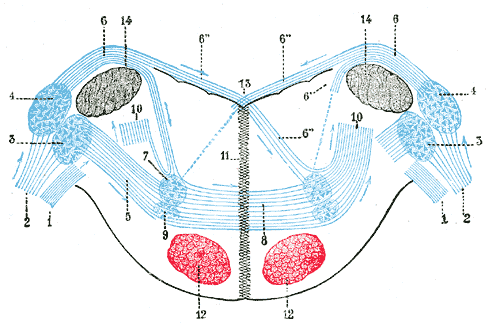
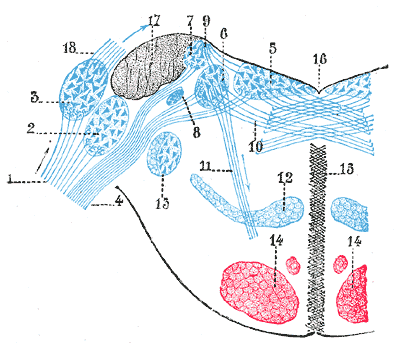
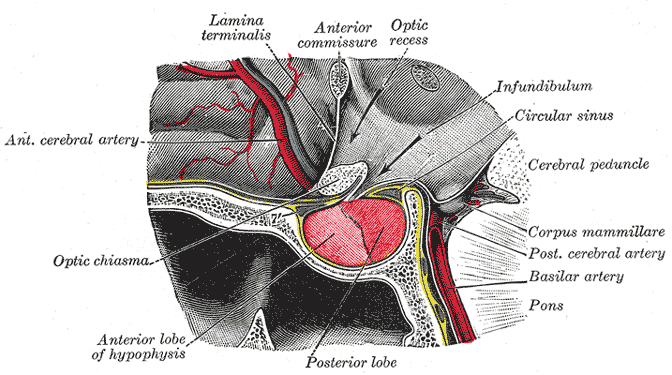
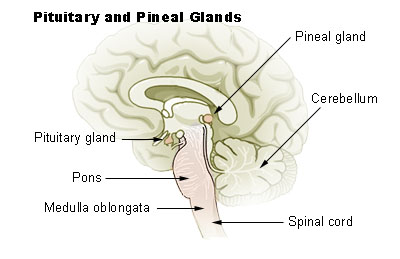
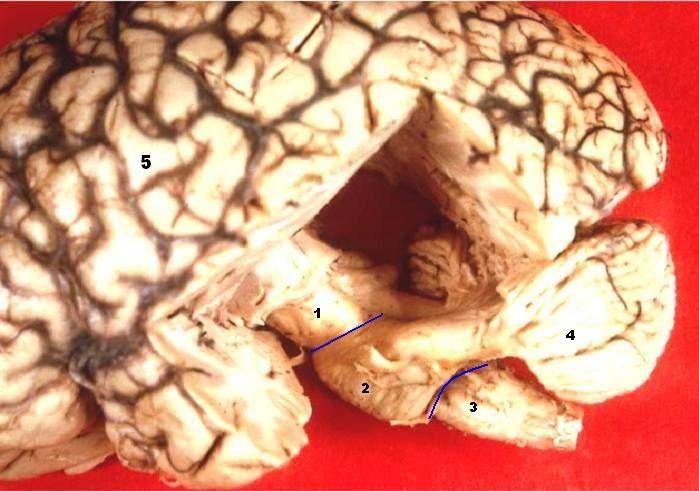
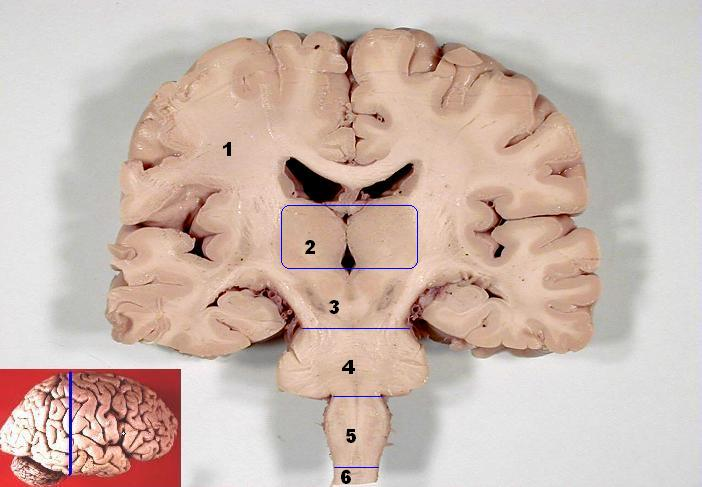
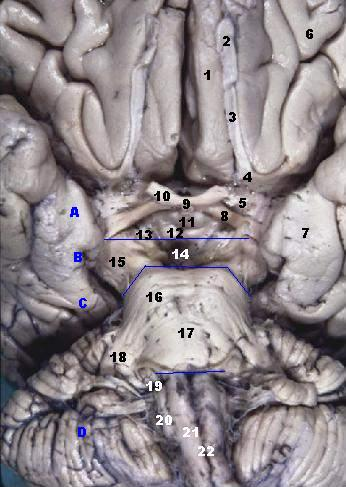